# Pityrogramma schizophylla
Pityrogramma schizophylla är en kantbräkenväxtart som först beskrevs av Bak., och fick sitt nu gällande namn av William Ralph Maxon. Pityrogramma schizophylla ingår i släktet Pityrogramma och familjen Pteridaceae. Inga underarter finns listade.